# Нотара, Евстафий Иванович
Евстафий Иванович Нотара (1750, Греция — 1809, Таврическая губерния) — российский офицер и дворянин греческого происхождения, таврический губернский предводитель дворянства.

## Биография

#### На военной службе
Поступил в русскую службу в числе многих этнических греков после Архипелагских экспедиций русского флота. Вступил на российский флот во время русско-турецкой войны в 1769 году. Первое свое задание — склонить жителей Мореи к принятию русского подданства он получил лично от графа Алексея Орлова. «Что исполнил» как отмечено в формулярном списке. Участвовал в Чесменской сражении, в осаде Лемноса, в десанте на острова Неграпонт и Метелин. Командовал албанским батальоном. Состоял адъютантом при генерал-поручике И. А. Ганнибале, старшем сыне знаменитого «арапа Петра Великого».

#### В статской службе
В 1778 году Е. И. Нотара перешел на гражданскую службу во вновь образованной Таврической области. Был пожалован званием коллежского асессора. Этот чин восьмого класса давал право на потомственное дворянство и был значительным карьерным успехом, на русскую службу Нотара поступил в звании подпоручика (тринадцатый класс). В 1784 году Евстафий Иванович был определён начальником таврического карантина. «Сохранил Таврический край от опасной заразы, способствовал обустройству греков в Крыму». Председательствовал в Таврической гражданской палате (высшей губернской судебной инстанции). С 1796 года дважды избирался предводителем дворянства Акмечетского уезда.
Участвовал в урегулировании земельных споров между крымскотатарскими поселянами, мурзами и новыми собственниками в результате многочисленных земельных пожалований — российскими помещиками, которые были вызваны отсутствием документов на землю и обычным правом на неё в Крымском ханстве. Дабы не довести дело до критической черты, по инициативе генерал-губернатора Новороссии П. Зубкова и согласно указу Императора Павла I от 2 декабря 1797 года «для рассмотрения жалоб разных владельцев и татар о неправильном отобрании земель» была создана специальная комиссия. Председателем комиссии был назначен предводитель дворянства Е. И. Нотара. Предполагалось собрать для разрешения споров по поземельным вопросам знакомых с проблемой депутатов от местного дворянства, христиан, мусульман и татар-поселян. Поверенные начали свою работу 1 сентября 1798 года. Были затребованы ордера Г. А. Потемкина и имевшиеся в наличии землевладельческие документы на крымскотатарском языке. Кроме того, комиссия получила разъяснения Казнадар-аги относительно системы землепользования в ханское время. В целом при отсутствии переводчиков, землемеров и противодействии крымскотатарской знати и духовенства комиссия решила мизерное число от общего количества жалоб — 4 из 138.

#### В должности губернского предводителя дворянства.
В 1797 году Е. И. Нотара получил чин статского советника. Такой послужной список подготовил Евстафия Ивановича к выполнению обязанностей губернского предводителя, способствовали этому богатый жизненный опыт и знание местных условий (обстоятельство для Таврической губернии исключительно важное), многочисленные связи среди помещиков и чиновников. В это время после смены правлений Таврическая область при Павле I вошла в Новороссийскую губернию, а при Александре I стала самостоятельной губернией. С 27 июня 1804 по 1 ноября 1809 года Е. И. Нотара был избран губернским предводителем дворянства вновь образованной Таврической губернии. 13.07.1809 г. был пожалован кавалером ордена Святой Анны II класса.
Немолодому уже Нотаре проходилось проявлять недюжинную энергию. Его практичный ум и хозяйственные способности принесли немало пользы в развитии губернии. Особо выделяются хлопоты Нотары по организации в Симферополе губернской гимназии. Из Гессена попечитель учреждения в Симферополе учебных заведений (также попечитель Харьковского университета) граф Северин Потоцкий писал Нотаре:
```
" .
..поставляю приятнейшим долгом изъявить Вам признательность мою за усердие и внимание Ваше к учебной части... Я покорнейше прошу Вас, Милостивый государь мой, не оставлять меня дальнейшим сообщением от Вас, как от такой особы, коей наиболее известны нравы и обычаи тамошних жителей и местные обстоятельства города.
"
```

Нотара предложил организовать преподавание татарского, турецкого и греческого языков и мусульманской религии, справедливо полагая, что это обстоятельство «послужит к большему поощрению родителям отдавать детей своих в училища.» Немало усилий требовало устройство сословных дел. Нельзя забывать, что Евстафий Иванович предводительствовал в Таврической губернии, где значительная часть дворян — татары и греки — не были окончательно включены в состав сословия, не знали русского языка и не имели интереса и желания участвовать в деятельности своей организации. В новой губернии приходилось преодолевать элементарные бытовые препятствия чтобы организовать дворянские выборы в маленьком губернском городе.
В конфиденциальной характеристике Нотары на имя министра внутренних дел князя Алексея Куракина было указано, что хоть Е. И. Нотара и не получил того воспитания, «которое образует человека светского,…но одарен от природы особенно здравым рассудком и умом тонким и проницательным. Несомненно г. Нотара усерден, дом его составленный многочисленным семейством обитает тишиной и спокойствием, бедным он помогает, мурзы к нему питают доверие».
Был похоронен на Первом городском кладбище (Старое христианское кладбище). Маркевич А. И. пишет:
```
«
Особенный интерес представляет (…) кладбище по отношению
 
к погребённым на нём лицам, и в этом отношении значение этого
 
некрополя выходит далеко из рамок истории города Симферополя.
 
На этом кладбище покоятся тела свидетелей присоединения Крыма
 
к России, губ. предводителя дворянства Нотары,
 
амазонок 
Шидянской-Сарандовой
 и Бухольцевой и др.,
 
затем героя 
Наварина
 Асташева, несколько десятков защитников Севастополя с адмиралом 
Станюковичем
 во главе, сестѐр милосердия, полковых священников, и т. д. Здесь лежат боевые генералы 
Гельфрейх
, Лаврентьев и др., губернаторы 
Баранов
 и 
Нарышкин
, вице-губернаторы 
Шостак
 и Браилко (…) и др.
»
```

## Семья и потомки[1]
С женой Елизаветой Дмитриевной воспитывал девятерых детей и родного племянника . Трое сыновей Евстафия Ивановича отличились во время Отечественной войны 1812 года и заграничного похода 1813—1814 годов.
- Старший брат — Иван Евстафьевич Нотара, подполковник артиллерии. Боевой офицер, после выхода в отставку неоднократно избирался феодосийским уездным предводителем дворянства.
- Степан Евстафьевич Нотара, артиллерийский капитан, был награждён помимо других орденов редким орденом Св. Георгия 4 класса и золотой шпагой за храбрость, с 1826 года его дважды избирали губернским предводителем дворянства.
- Дмитрий Евстафьевич Нотара — гусар, полковник, адъютант при графе П. Х. Витгенштейне. Отличился при Суассоне и штурме Монматра. Восприемниками его дочери были князь М. С. Воронцов и жена губернатора — Варвара Казначеева.
- Марфа Евстафьевна Нотара (в замужестве Рудзевич) (1775—1856). За заслуги мужа А. Я. Рудзевича 2 декабря 1823 года была пожалована в кавалерственные дамы ордена Св. Екатерины 2-й степени. В 1849 году по желанию императрицы Марфа Евстафьевна была назначена попечительницей Спасского детского приюта в Симферополе. В 1854 году возглавила Симферопольский Детский Приют графини Адлерберг. В браке имела десять детей, из них Николай (1810—1889), был генерал-лейтенантом русской императорской армии и командовал Кавказским линейным казачьим войском.

10 ноября 1811 года род Евстафия Ивановича Нотара, статского советника, был жалован дипломом на российское потомственное дворянское достоинство и гербом.

Описание герба (блазон):
Щит разделен перпендикулярно надвое, в правой половине изображено море, и над ним в красном поле крестообразно положены две серебряные шпаги, остроконечием вверх. В левой половине в серебряном поле согбенная рука держит дворянскую корону. Щит увенчан дворянскими шлемом и короною со страусовыми перьями. Намет на щите голубой и золотой, подложенный серебром и красным.
Семья владела 7350 десятин земли в Крыму. Также в конце XVIII века им принадлежал участок земли по современной улице Розы Люксембург в Симферополе. Поскольку у Нотары и его детей было ещё несколько участков земли с домами как в самом городе, так и в районе Малого Салгира, то когда возникла идея о постройке на месте бывшего ретраншемента А. В. Суворова главного храма Таврической губернии — Александро-Невского собора, Нотара предложил для этого часть своей земли.